# Oviraptoriformes
De Oviraptoriformes zijn een groep dinosauriërs behorende tot de Maniraptora.
De klade is voor het eerst gedefinieerd door Paul Sereno in 2005 als de groep bestaande uit Oviraptor philoceratops en alle soorten nauwer verwant aan Oviraptor dan aan de huismus Passer domesticus. Oviraptoriformes is een synoniem van Oviraptorosauria zoals gedefinieerd door Currie en Padian in 1997.
Welke soorten tot de Oviraptoriformes behoren behalve de Oviraptorosauria is nog zeer onzeker. Volgens sommige kladistische analyses vallen de Therizinosauroidea eronder en misschien ook de Troodontidae.